# Нове Життя (Логойський район)
Нове Життя — (біл. Ноўыя Жыцця), село (веска) в складі Логойського району розташоване в Мінській області Білорусі, підпорядковане Логозинській сільській раді.
Село Нове Життя розташоване в центральних районах Білорусі, у північній частині Мінської області - орієнтовне розташування.